# Hockey Champions Challenge
Hockey Champions Challenge je međunarodno natjecanje u hokeju na travi. Igra se kao turnir, a održava se svake dvije godine.
Pokrenula ga je Međunarodna hokejaška federacija (FIH) 2001. godine radi povećanja broja natjecanja u ovom športu na svjetskoj razini.
Tradicionalno sudjeluju momčadi koje na međunarodnoj ljestvici zauzimaju od 7. do 12. mjesta, a to se određuje prema poretku na prethodnim Olimpijskim igrama (i izlučnim natjecanjima za sudjelovanje na OI) i Svjetskom kupu (i kvalifikacijskim natjecanjima za sudjelovanje na završnom turniru Svjetskog kupa). 

Domaćin ima osigurano jedno mjesto na ovom turniru. 

Također, na ovom turniru sudjeluje i zadnjeplasirani na prethodnom Champions Trophyju.
Champions Challenge se može smatrati kao drugi jakosni razred Champions Trophyja. Pobjednik na Champions Challengeu stječe pravo sudjelovanja na Champions Trophyju iduće godine.
Nakon osam izdanja, FIH je uveo Svjetsku ligu u hokeju na travi, natjecanje koje će zamijeniti Champions Challenge.

## Muški
| 2001. | (Kuala Lumpur) | Indija      | 2:1            | JAR         | Argentina | 4:2                    | Malezija    |
| 2003. | (Johannesburg) | Španjolska  | 7:3            | J. Koreja   | JAR       | 2:2 (5:4) raspucavanje | Novi Zeland |
| 2005. | (Aleksandrija) | Argentina   | 5:2            | J. Koreja   | Belgija   | 6:5                    | Engleska    |
| 2007. | (Boom)         | Argentina   | 3:2 produžetci | Novi Zeland | Indija    | 4:3                    | Engleska    |
| 2009. | (Salta)        | Novi Zeland | 4:2            | Pakistan    | Indija    | 3:2                    | Argentina   |
| 2011. | (Johannesburg) | Belgija     | 4:3            | Indija      | JAR       | 3:1                    | Argentina   |
| 2012. | (Quilmes)      | Argentina   | 5:0            | J. Koreja   | Irska     | 4:3 produžetci         | Malezija    |
| 2014. | (Kuantan)      | J. Koreja   | 4:0            | Kanada      | Malezija  | 4:2                    | Irska       |

## Žene
| 2002. | (Johannesburg)   | Engleska    | 2:1 | J. Koreja  | Indija   | 1:0                    | JAR         |
| 2003. | (Catania)        | Njemačka    | 3:1 | Španjolska | Japan    | 2:1                    | Novi Zeland |
| 2005. | (Virginia Beach) | Novi Zeland | 2:0 | JAR        | Japan    | 2:1                    | Engleska    |
| 2007. | (Baku)           | Kina        | 2:1 | J. Koreja  | Engleska | 2:1                    | SAD         |
| 2009. | (Kaapstad)       | Novi Zeland | 2:1 | JAR        | Japan    | 1:0                    | Španjolska  |
| 2011. | (Dublin)         | Japan       | 3:2 | SAD        | Škotska  | 2:2 4:3 (raspucavanje) | Španjolska  |
| 2012. | (Dublin)         | Australija  | 6:1 | SAD        | Irska    | 2:2 4:3 (raspucavanje) | Škotska     |
| 2014. | (Glasgow)        | SAD         | 3:1 | Irska      | JAR      | 1:0                    | Španjolska  |